# Myra Monoka
Myra Monoka, születési nevén Nagy Eszter (Budapest, 1988. július 6. –) énekes és dalszerző, aki szenvedélyes elektronikus műfajú zenéket alkot.
Hatévesen kezdett csellózni, és 13 évesen felvételt nyert a Bartók Béla Konzervatóriumba. Az Egyesült Államokban, Miamiban a SAE Institute hangmérnöke lett, és lehetősége volt Grammy-díjas vagy arra jelölt tanároktól tanulnia. A 3x-os Grammy-díjra jelölt, többszörös platinalemezes Krunkadelic (Elton John, Sean Paul) volt a tanára.
Monoka olyan lemezeket írt és énekelt, mint a Chris.SU feat. Mira - Together in the Night, (Andy C - Nightlife 6) Remix of the year 2012, Mongoose feat. Mira - Comin Alive Best Videos of 2012 Soerii & Poolek - Brutális Nyár, valamint közreműködött olyan projektekben, amelyek a top 5-be jutottak, mint például a Bogi and the Berry – Körút, Mongoose feat. Myra Monoka - Play.

## Karrier
A Willcoxszal együtt írt és énekelt Remember nyolc hétig[mikor?] volt a legfelkapottabb Magyarországon.
Ő énekli a Pappa Pia hivatalos remixdalát, amit Lotfi Begi DJ-vel közösen készített. A dal augusztusban[mikor?] a 4. helyezést érte el a MAHASZ listáján.
Májusban[mikor?] az 1. és a 11. helyezést érte el a Stereo Palma ft. Myra - Because of the Night a német DJ lejátszási listán (DDP).
Ebben az évben[mikor?] Magyarországon megkapta első platinalemezét a Soerii&Poolek - Hurrikán című popdalához.

## Diszkográfia
- 2020 - Willcox ft. Myra Monoka - Over
- 2018 - Willcox - Remember
- 2017 - Mongoose feat. Myra Monoka - Ma Még
- 2017 - Stereo Palma feat. Myra - Because of the Night
- 2017 - Lotfi Begi feat. Myra - Pappa Pia Hivatalos Remix - Kell egy kis örültség
- 2015 - Supapowa - Myra Monoka & Mongoose - Single - AMPM
- 2015 - Me on the Rocks - Myra Monoka - Single - AMPM
- 2015 - Countdown - Myra Monoka - Single - AMPM
- 2015 - Brutalis Nyar - Soerii & Poolek - Single -  Gold Record Music Kft.
- 2015 - Mesmerized - Plastic Heaven - EP - StayFly Records
- 2013 - Together in the Night feat. Mira - Chris.SU - FATE Recordings
- 2012 - Comin Alive - Mongoose feat. Mira - Power to us EP -  RUNE CHILL Recordings Amazon
- 2012 - Higher  - Chris.SU - Fate EP - Subtitles Music (UK)

## Fordítás
- Ez a szócikk részben vagy egészben  a   Myra_Monoka című angol Wikipédia-szócikk fordításán alapul.  Az eredeti cikk szerkesztőit annak laptörténete sorolja fel. Ez a jelzés csupán a megfogalmazás eredetét és a szerzői jogokat jelzi, nem szolgál a cikkben szereplő információk forrásmegjelöléseként.